# Демонстрация (военная хитрость)

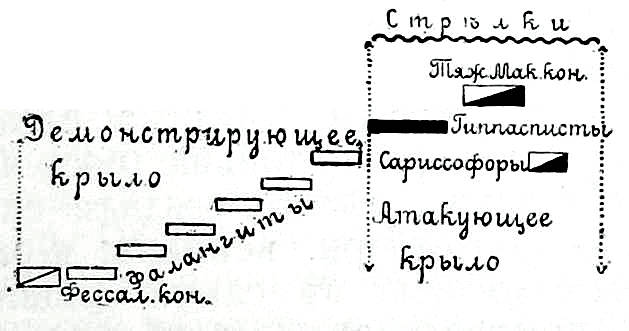
Демонстрирующее и Атакующее крыло, в македонском боевом порядке, рисунок из статьи «История военного искусства», «Военная энциклопедия Сытина»; 1913 год.

Демонстрация — военная хитрость, целью которой является отвлечение войск (сил) и внимания противника от направления главного удара путём имитации удара на второстепенном направлении.
Демонстрацией обычно называется стратегическое движение (или имитация движения) войск (сил) на значительном удалении от решающего пункта операции, при этом боевые столкновения по возможности избегаются. Тактическая демонстрация, чаще называемая ложной атакой, наоборот, предполагает контакт с противником на поле боя. Войска (силы), вовлечённые в демонстрацию, обычно не знают, что участвуют в отвлекающем ударе, что обеспечивает нужную для атаки энергию.
Одним из примеров, где демонстрация нашла широкое применение, является бой у Будзиски в ходе Польского восстания (бунта) 1830—1831 годов, в котором русский генерал Фёдор Васильевич Ридигер, попавший в весьма сложное положение, сумел при помощи этой военной хитрости переключить внимание польских войск под началом Антония Янковского и Кароля Турно в нужном ему направлении и в итоге выиграть, поначалу казавшийся безнадёжным, бой.
Морская демонстрация (Морская блокада) предпринимается по отношению к стране, которой не объявлена война, но на которую желают этим путём оказать давление.